# KCNIP1
KCNIP1‏ (Potassium voltage-gated channel interacting protein 1) هوَ بروتين يُشَفر بواسطة جين KCNIP1 في الإنسان.